# Communauté de communes Boischaut-Marche
La Communauté de communes Boischaut-Marche est une ancienne communauté de communes française, située dans le département du Cher et l'arrondissement de Saint-Amand-Montrond.

## Historique
Elle a fusionné avec la communauté de communes Terres du Grand Meaulnes pour créer la communauté de communes Berry Grand Sud au 1er janvier 2015.

## Territoire

### Composition
| Nom                         | Code Insee | Gentilé           | Superficie (km2) | Population (dernière pop. légale) | Densité (hab./km2) |
| --------------------------- | ---------- | ----------------- | ---------------- | --------------------------------- | ------------------ |
| Châteaumeillant (siège)     | 18057      | Castelmeillantais | 42,48            | 2 011 (2014)                      | 47                 |
| Beddes                      | 18024      | Beddois           | 12,92            | 86 (2014)                         | 6,7                |
| Culan                       | 18083      | Culanais          | 20,23            | 749 (2014)                        | 37                 |
| Préveranges                 | 18187      | Préverangeois     | 38,16            | 558 (2014)                        | 15                 |
| Reigny                      | 18192      |                   | 24,61            | 258 (2014)                        | 10                 |
| Saint-Christophe-le-Chaudry | 18203      | Christophoriens   | 17,52            | 102 (2014)                        | 5,8                |
| Saint-Jeanvrin              | 18217      | Saint-Jeanvrinois | 17,53            | 168 (2014)                        | 9,6                |
| Saint-Maur                  | 18225      | Sanmauriens       | 25,62            | 270 (2014)                        | 11                 |
| Saint-Priest-la-Marche      | 18232      |                   | 20,33            | 230 (2014)                        | 11                 |
| Saint-Saturnin              | 18234      |                   | 39,04            | 416 (2014)                        | 11                 |
| Sidiailles                  | 18252      | Sidiaillais       | 31,96            | 306 (2014)                        | 9,6                |

### Démographie
| 2012  | 2013  |
| ----- | ----- |
| 5 181 | 5 170 |

## Administration

### Siège
La communauté de communes a son siège à Châteaumeillant, dans l'ancienne église Notre-Dame-la-Petite.

### Élus
La communauté de communes est administrée par son Conseil communautaire, composé, de 27 conseillers municipaux représentant les 19 communes membres.
Le Conseil communautaire d'avril 2014 a réélu son président, Jean-Luc Brahiti, Maire de Saint-Jeanvrin, et ses quatre vice-présidents.
Le bureau pour le mandat 2014-2020 est donc constitué du président et des vice-présidents :
1. Sébastien Villers, maire de Reigny ;
2. Brigitte Reibman, maire-adjointe de Culan ;
3. Chantal Travers, maire-adjointe de Châteaumeillant ;
4. Jean Giraud, maire de Saint-Priest-la-Marche

### Liste des présidents
| Période | Période                     | Identité         | Étiquette | Qualité                        |
| ------- | --------------------------- | ---------------- | --------- | ------------------------------ |
| ???     | En cours (au 23 avril 2014) | Jean-Luc Brahiti |           | Réélu pour le mandat 2014-2020 |

### Compétences
L'intercommunalité exerce des compétences qui lui sont déléguées par l'ensemble des communes qui la composent.
Il s'agit de :
- Autres énergies
- Assainissement non collectif
- Collecte des déchets des ménages et déchets assimilés
- Traitement des déchets des ménages et déchets assimilés
- Activités sociales
- Création, aménagement, entretien et gestion de zone d'activités industrielle, commerciale, tertiaire, artisanale ou touristique
- Action de développement économique (Soutien des activités industrielles, commerciales ou de l'emploi, Soutien des activités agricoles et forestières...)
- Activités culturelles ou socioculturelles
- Création et réalisation de zone d'aménagement concertée (ZAC)